# Norwegische Kronjuwelen

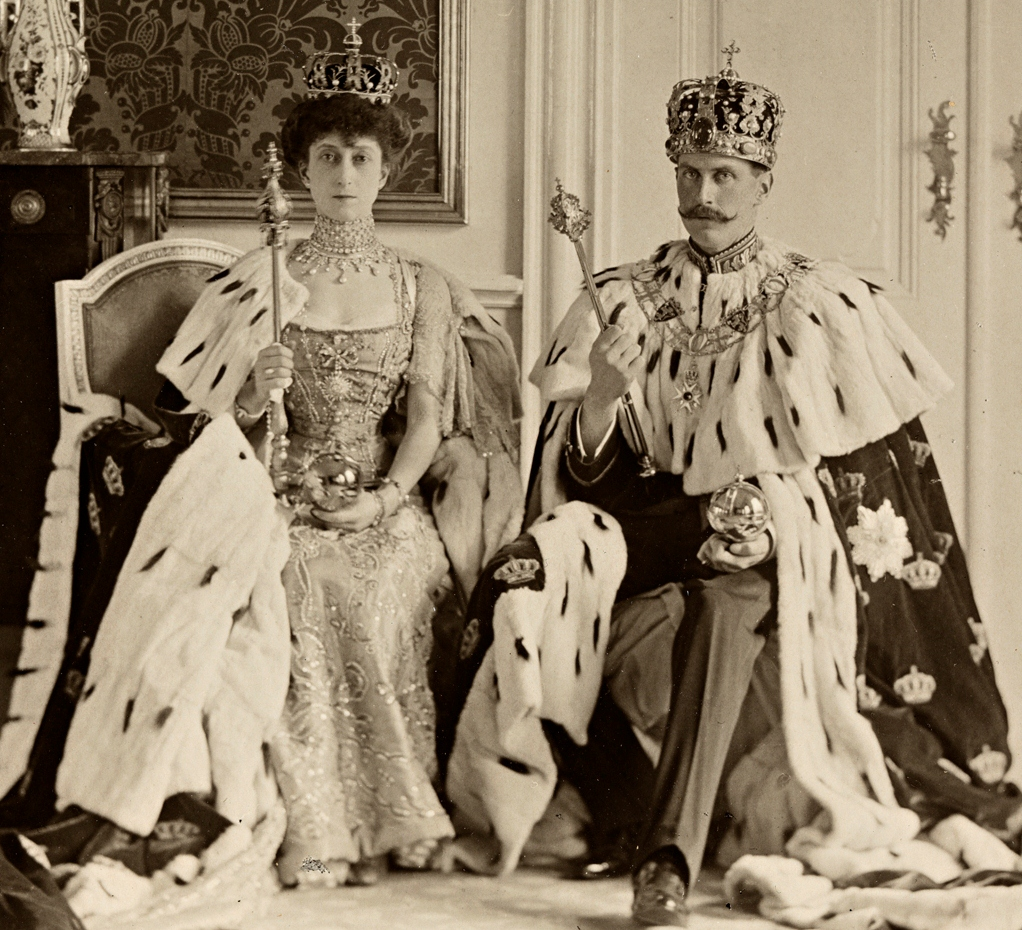
König Haakon VII. und Königin Maud im Krönungsornat (1906)

Die norwegischen Kronjuwelen sind die Regalien des Königreichs Norwegen.

## Gegenstände
Die norwegischen Kronjuwelen zählen neun Gegenstände:
- Krone des Königreichs Norwegen (Krone des Königs),
- Krone der norwegischen Königin,
- Reichsschwert Norwegens,
- Zepter des Königs,
- Zepter der Königin,
- Reichsapfel des Königs,
- Reichsapfel der Königin
- Krone des Kronprinzen von Norwegen und
- Horn – ein kleines Gefäß zum Aufbewahren des Salböls

## Geschichte
Im Mittelalter war der zentrale Akt der Thronbesteigung des Königs dessen formale Anerkennung durch die Thing-Versammlungen des Landes. Der Erste, der als König von (Gesamt-)Norwegen gekrönt wurde, war 1163 in einer politischen Ausnahmesituation Magnus V. Erlingsson (1156–1184). Die Krönung erfolgte – wie auch bei den Nachfolgern – zunächst in Bergen. Erst ab 1449 ist der Nidarosdom in Trondheim Krönungsort. In der dänisch-norwegischen Union von 1380 bis 1814 wurde die separate norwegische Krönung aufgegeben. König Christian II. war 1514 der letzte, der sich in der mittelalterlichen Tradition – in Kristiania – zum norwegischen König krönen ließ. Die für diese mittelalterlichen Krönungen verwendeten Kronjuwelen sind verloren.
1814 wurde die dänisch-norwegischen Union aufgelöst und Norwegen kam in einer Personalunion zur schwedischen Krone. Die Verfassung von 1814 legte in § 12 fest, dass die Krönung des norwegischen Königs im Nidarosdom in Trondheim stattzufinden habe.
Der damalige schwedisch-norwegische König Karl III. Johan ließ sich einen Teil der heute noch vorhandenen Kronjuwelen für seine Krönung zum norwegischen König 1818 auf eigene Kosten angefertigt. Sie stammen daher aus zwei Stockholmer Goldschmiede-Werkstätten. Nach der Krönung schenkte der König die Krone dem norwegischen Staat. Die Kronjuwelen wurden zunächst im Nidarosdom, ab 1826 im Erzbischöflichen Palast in Trondheim aufbewahrt, später in der Festung Akershus in Kristiania (heute Oslo). Königin Desideria, lebte zum Zeitpunkt der Krönung ihres Mannes getrennt von ihm im Ausland und wurde nicht gekrönt. Als das 1830 nachgeholt werden sollte, wurden auch Insignien für die Königin gefertigt. Zur Krönung kam es aber nicht, weil die lutherische Norwegische Kirche der römisch-katholischen Desideria die Krönung verweigerte. 
Das Konfessionsproblem ergab sich auch unter dem Nachfolger und Sohn Karl III. Johan, Oskar I., dessen Frau, Josephine von Leuchtenberg, ebenfalls römisch-katholisch war. In diesem Fall verzichtete sogar der König selbst auf die Krönung. So wurde die Königinnenkrone erstmals bei der Krönung von Königin Luise und König Karl IV. 1860 eingesetzt, sowie bei allen folgenden Krönungen bis 1906.
1908 wurde die norwegische Verfassung geändert und § 12 abgeschafft. Das wurde zugleich als Abschaffung der Krönung begriffen. Zum 900. Todestag des Heiligen Olav 1930 wurden die Kronjuwelen in einer Ausstellung im Erzbischöflichen Palast in Trondheim gezeigt und anschließend in der Filiale der Norges Bank in Trondheim aufbewahrt.
Bei den Thronwechseln nach 1908 fanden Segnungsgottesdienste im Nidarosdom statt. Dabei lag die Krone oder lagen die Kronen auf dem Hochaltar. Die Kronen werden auch bei Staatsbegräbnissen der Monarchen genutzt und dabei auf dem Sarg platziert.

## Präsentation
Seit dem 22. Juni 2006, dem 100. Jahrestag der Krönung von König Haakon VII. und Königin Maud, sind die Kronjuwelen dauerhaft im Erzbischöflichen Palast in Trondheim ausgestellt, zusammen mit weiteren Gegenständen, die bei Krönungen verwendet wurden. Dazu gehören Krönungsroben, zwei königliche Standarten und ein Thronstuhl.

## Fotografien von 1881
Die Bildrechte an den Kronjuwelen liegen beim norwegischen Königshaus, so dass aktuelle Aufnahmen der Gegenstände unter freier Lizenz – und damit für Wikipedia – nicht zur Verfügung stehen.

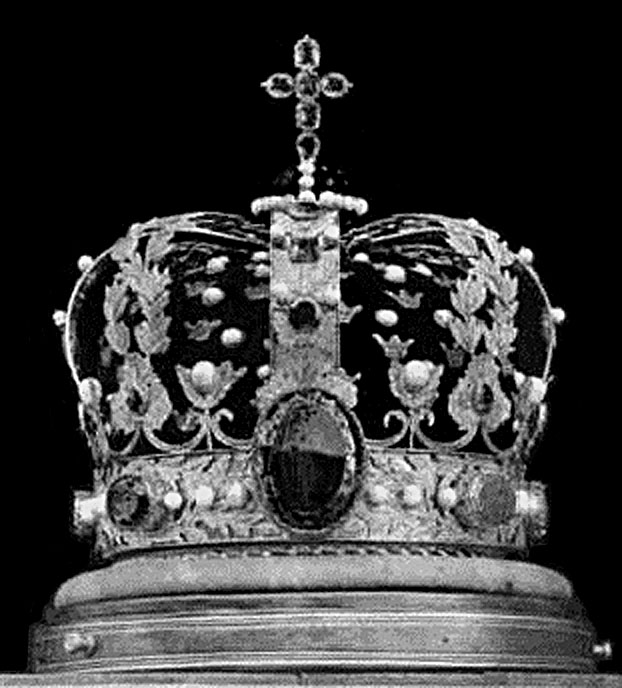
Norwegische Königskrone, 1818 (Digitalt Museum)
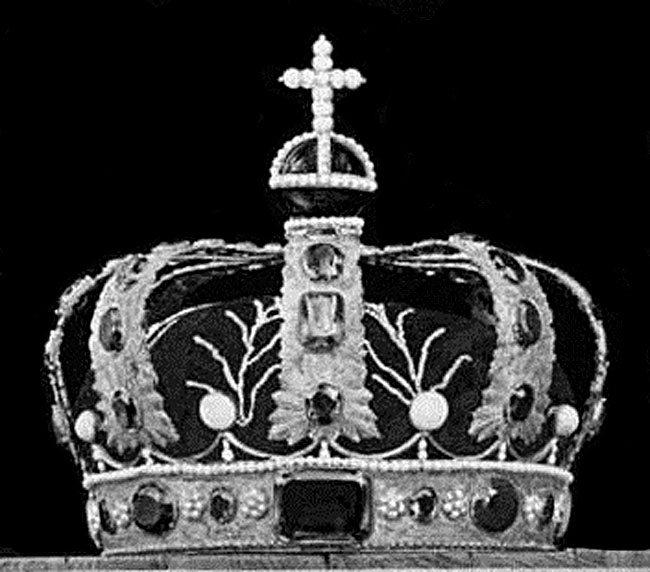
Königinnenkrone, 1830 (Digitalt Museum)
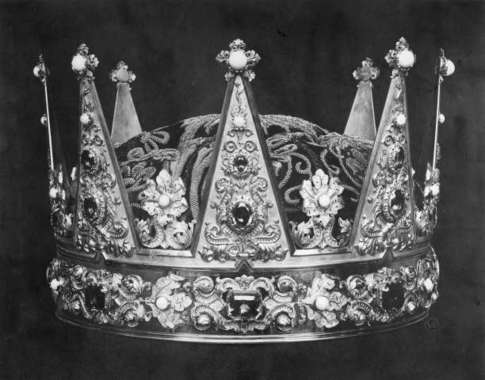
Krone des Kronprinzen, 1846 (Digitalt Museum)